# Bernardino de Laredo
Bernardin de Laredo ou, en espagnol Bernardino de Laredo, (Séville, 1482 - Villaverde, c. 1540) est un médecin et frère mineur espagnol. Son traité spirituel, Subida del Monte Sion (Ascension du Mont Sion) a marqué l'histoire de la Mystique, par l'attention théologique et psychologique portée à la notion de quiétude.

## Biographie

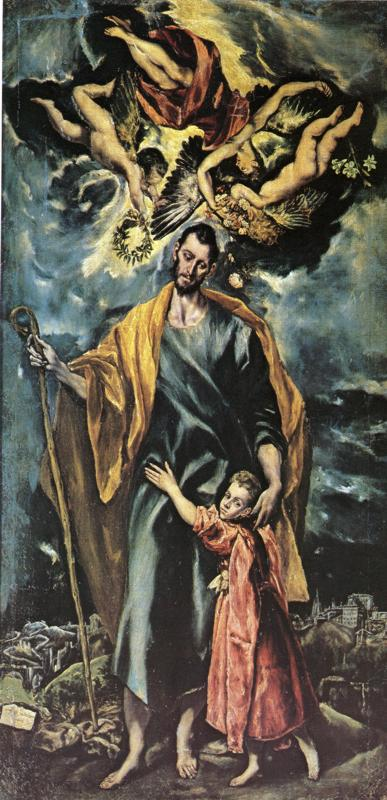
Saint Joseph, modèle de vie intérieure (par Le Greco).

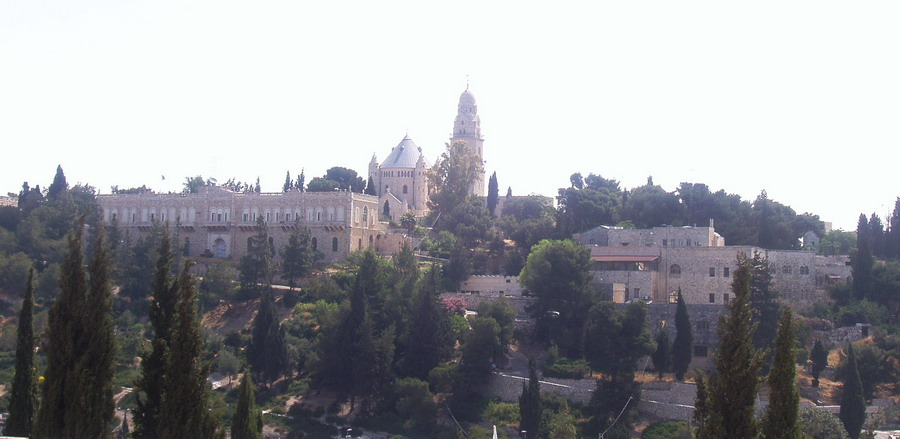
Le Mont Sion, aujourd'hui, à Jérusalem.

Bernardino est né dans une famille appartenant à la petite noblesse sévillane. Après avoir été page d'un noble andalou, nommé Alvaro de Portugal, il entreprend des études vers 1495, s'initiant successivement au latin, aux arts libéraux, à la médecine et à la théologie. En 1519, cependant, suivant l'exemple d'un ami, il entre comme frère convers chez les franciscains de la custodie dite des Anges (qui deviendra province en 1518). S'étant forgé une réputation médicale en tant qu'infirmier provincial, il est appelé plusieurs fois à la cour du Portugal, au chevet de la reine Catherine, épouse de Jean III et sœur de Charles Quint. De ses expériences thérapeutiques, il tirera deux ouvrages, rédigés moitié en latin, moitié en castillan : Metaphora Medicinae (Séville - 1522, 1536) et Modus faciendi cum ordine medicandi (Séville - 1527, 1534, 1542). C'est cependant comme théoricien de la Mystique qu'il est passé à la postérité, grâce à son traité Subida del Monte Sion, édité anonymement, une première fois à Séville en 1535, puis une seconde fois en 1538, avec de notables remaniements, ces éditions comportant en appendice un opuscule consacré à saint Joseph et intitulé Josephina. Bernardino mourra quelques années plus tard, au couvent San Francisco del Monte de Villaverde, où il aura passé la majeure partie de son existence, sans jamais renoncer à son humble statut de convers.

## Spiritualité

### La notion de quiétude dans laSubida
La Subida se compose de trois livres correspondant aux trois impératifs du conseil évangélique : Qui vult venire post me, abneget semetispsum, tollat crucem suam et sequatur me ((Mt 16,24). La matière de chaque livre est disposée en trois semaines et répartie en trois tableaux. Conformément aux étapes bonaventuriennes de l'itinéraire spirituel, le premier livre porte sur la voie unitive en développant la connaissance de soi, sur base de trois séries de sept méditations touchant la condition humaine, les vices et les vertus, ainsi que la pénitence. Le deuxième livre concerne la voie illuminative en envisageant la sainte humanité du Christ, c'est-à-dire sa nativité, sa Passion et sa glorification. Le troisième livre s'engage sur la voie unitive en définissant la contemplation parfaite, dite de quiétude, dans laquelle il s'agit de s'unir immédiatement à la Divinité par l'amour, au moyen d'aspirations et d'élévations affectives.
C'est à propos de la voie unitive que les deux éditions divergent. En 1535, l'auteur estimait qu'un certain travail de l'intelligence n'était pas étranger à la recherche de Dieu effectuée d'abord dans les créatures, ensuite au fond de l'âme, même s'il recommandait de passer de la contemplation de l'humanité du Christ à celle de sa divinité; progressivement simplifiée, la contemplation se résolvait en amour et disposait à l'oraison infuse : recueillement (recogimiento) ou quiétude (quietud). En 1538, en revanche, l'auteur propose une nouvelle méthode, qui évacue l'exercice des facultés intellectuelles et se fonde uniquement sur des actes de volonté (affections, aspirations, désirs) pour préparer à la quiétude surnaturelle, dans laquelle Dieu lui-même impose aux facultés le repos. A l'aide d'une terminologie nouvelle, il suggère, cette fois, la possibilité d'un amour pur, sans connaissance, ni antécédent ni concomitance. De cette manière, les deux versions se complètent, mais on peut affirmer que la seconde atteste d'un engagement plus profondément mystique, sous l'influence des œuvres du Pseudo-Denys, d'Hugues de Balma et d'Harphius.

### La quiétude: une notion franciscaine?

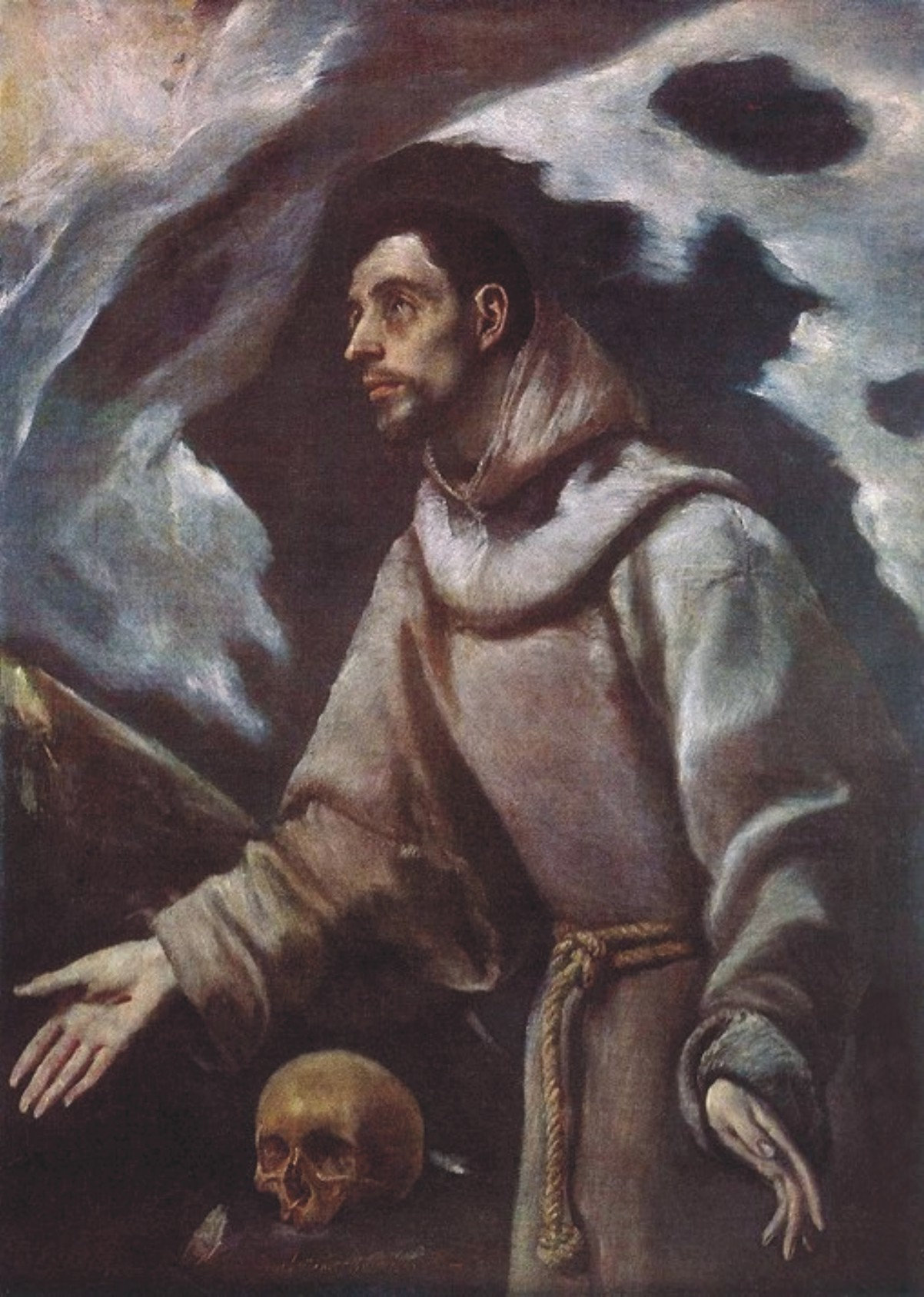
François d'Assise en extase (par Le Greco).

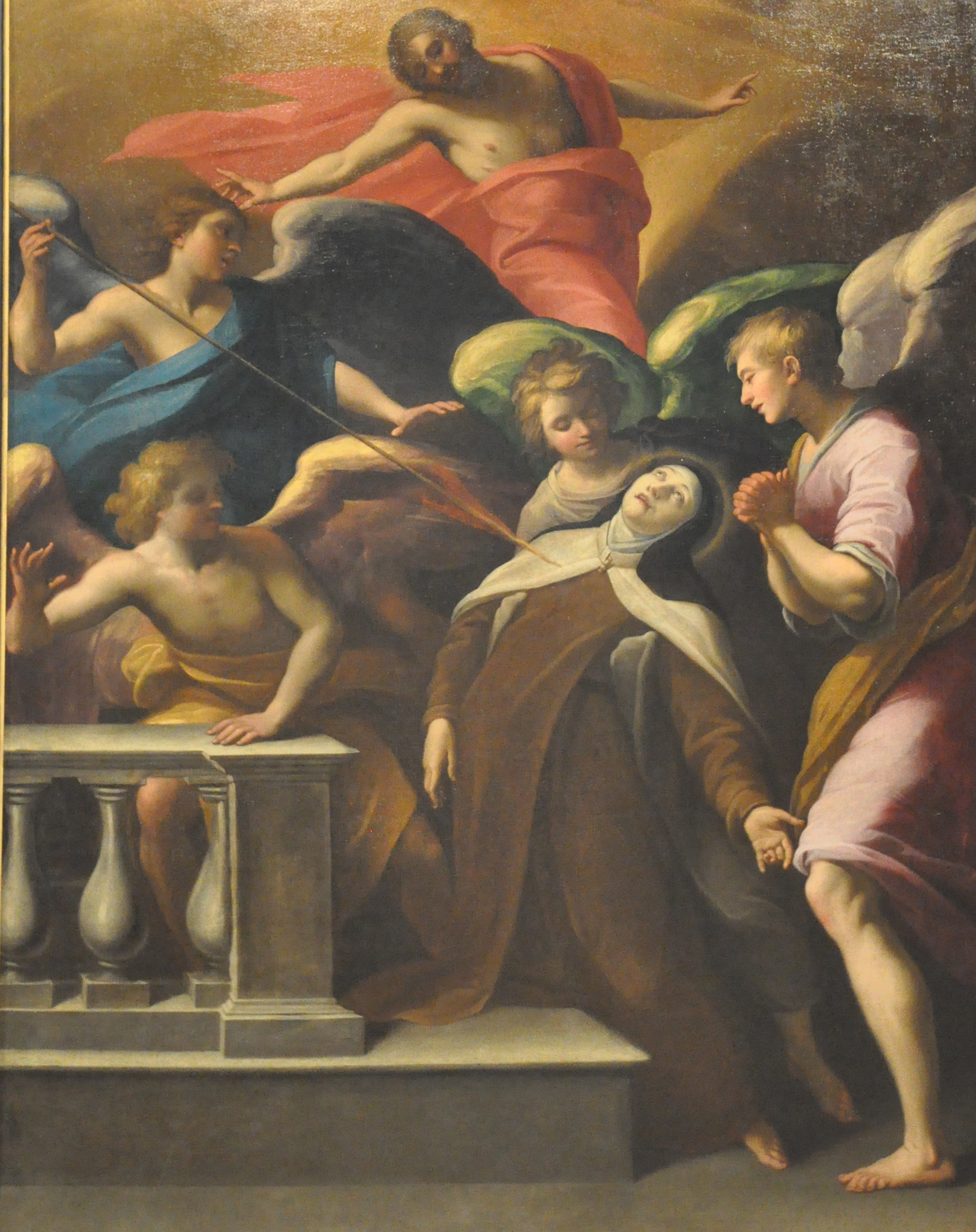
Quiétude et transverbération chez Thérèse d'Avila (par Horace Le Blanc)

Pour Bernardino, au-delà de l'oraison discursive, où l'entendement joue encore un certain rôle, la contemplation parfaite s'accompagne d'une absence totale de pensée, et se présente comme une oraison passive, dans laquelle prédomine absolument le pôle affectif (affection, amour ou volonté). Tel est le terme de la quête spirituelle, et l'auteur l'appelle repos (sosiego) ou encore quiétude (quietud). Ce no pensar nada se rencontre aussi dans l'œuvre de Francisco de Osuna, spécialement dans le Troisième abécédaire, paru à Tolède en 1527, ce qui laisse à penser que Bernardino a utilisé ce livre. Plus fondamentalement encore, il existe suffisamment d'affinités entre les positionnements mystiques d'Osuna, Alcantara, Laredo et Francisco Ortiz Yañez (1497-1547) par exemple, pour supposer l'existence en Espagne, dans la première moitié du XVIe siècle, d'une école franciscaine de spiritualité, opposée au dejamiento des alumbrados, et centrée sur le recogimiento et la quietud, non sans référence au primat scotiste de l'amour et de la volonté.
Particulièrement représentatif de cette école est l'ouvrage Via spiritus de Barnabé de Palma. Né vers 1469 à Palma (province de Cordoue) et entré chez les franciscains Observants de la province des Anges, ce frère convers sans instruction fut gratifié de ravissements et de lumières surnaturelles, avant de mourir en odeur de sainteté, à Palma, le 14 octobre 1532. Il a écrit quelque six opuscules spirituels, dont un seul a été conservé, le Via Spiritus, édité par le duc de Bejar vers 1534 en Flandre. Avant d'être mis à l'Index, en 1559, par l'inquisiteur Fernando de Valdes, ce petit ouvrage a connu une fortune singulière. Outre son influence sur l'œuvre de l'augustin Luis de Alarcon, on peut en effet relever une Via spiritus abreviada publiée anonymement à Valence en 1546, une imitation intitulée Camino derecho sous la plume du mercédaire espagnol Juan Falconi, et une autre version abrégée, réalisée par Juan de Borgia (fils de saint François de Borgia) et éditée à Tolède en 1550 et 1553. Cette dernière version de la Via spiritus se rapproche du Tratado del camino del espiritu, publié lui aussi à Tolède en 1550, mais par André Ortega, franciscain Observant de la province espagnole de Santiago. En résumant le livre de Barnabé, celui-ci reprend la quête de la quietud quietisima qui fait le fond de l'ouvrage, à travers le déploiement de l'œuvre divine dans l'âme, en trois étapes : anéantissement par négation, intelligence de Dieu à partir des réalités extérieures, intelligence de Dieu intériorisée par la contemplation. Ces données se retrouveront chez Osuna et Laredo, mais également chez Juan de los Angeles et François de Borgia.

## Postérité
Même si l'oraison discursive peut encore venir combler les intervalles de la vie intérieure, Bernardino considère que l'oraison de quiétude est un sommet, et non un état transitoire à dépasser, ce qui le distingue d'auteurs mystiques postérieurs. Par la suite, la notion de quiétude va encore évoluer, mais on peut affirmer que Bernardino a contribué de manière décisive à l'introduire dans l'analyse psychologique et théologique de la Mystique. À son époque, déjà, la seconde édition de la Subida (plus précisément le chapitre 27 de la troisième partie) a permis à Thérèse d'Avila de comprendre et d'admettre pourquoi, dans sa pratique de l'oraison, il lui devenait parfois impossible de penser, ainsi qu'elle l'explique au chapitre 23 de sa Vie par elle-même. De même, la dévotion de la célèbre carmélite à saint Joseph, a pu être influencée par la Josephina, un ouvrage dans lequel Bernardino, à la suite de Jean Gerson et du franciscain hongrois Pelbart, célèbre les louanges du plus grand saint après Marie et du plus puissant des intercesseurs, mais aussi d'un modèle de vie intérieure. Quant à Jean de la Croix, c'est par l'intermédiaire de la Subida qu'il a pu être inspiré par tel ou tel thème de la Mystique rhénane.

### Œuvre en espagnol
- Subida del Monte Sion, Misticos franciscanos españoles, coll. Biblioteca de Autores cristianos, 44, Madrid, 1948.

### Œuvre en français
- Josephina, traduit par Michel-Ange de Narbonne (Sarraute), Toulouse, 1925.

### Études en français
- Fidèle de Ros, Un inspirateur de sainte Thérèse, le Frère Bernardin de Laredo, Librairie philosophique Joseph Vrin, Paris, 1948.
- R. Ricard, Laredo Bernardino de, in Dictionnaire de spiritualité ascétique et mystique, tome IX, Paris, Beauchesne, 1976, pp. 277-281.